# Schwarzlichttheater

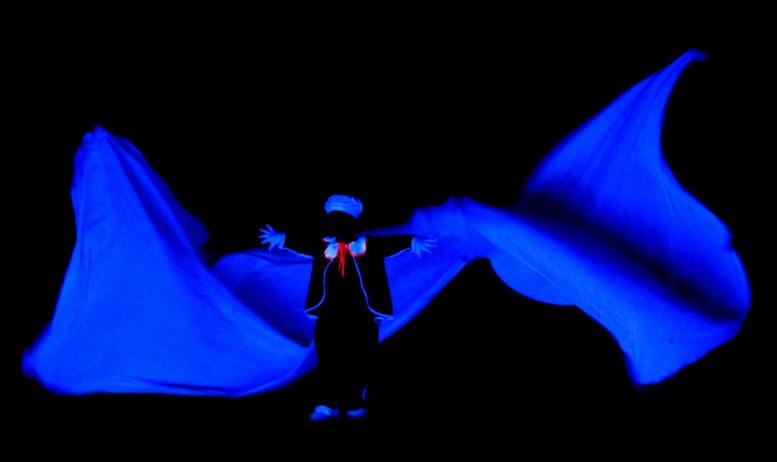
BLACK LIGHT THEATRE HILT - from the show The Painted World

Unter dem Begriff Schwarzlichttheater versteht man eine besondere Form des Theaterspiels, bei der in einem völlig verdunkelten Raum bzw. auf einer Bühne mit schwarzem Hintergrund agiert wird.

## Lichtquelle
Als einzige Lichtquelle dienen Schwarzlicht-Lampen oder -Röhren (UV-Licht mit einer Wellenlänge von etwa 365 Nanometern), die ausschließlich weiße oder neonfarbene Gegenstände oder Kleidungsstücke zum Leuchten bringen und somit für die Zuschauer sichtbar erscheinen lassen. Schwarze Farbe hingegen wird „geschluckt“, was zur Folge hat, dass schwarz gekleidete Spieler in diesem Licht unsichtbar bleiben. Auf diese Weise lassen sich erstaunliche Effekte und Illusionen erzeugen: Gegenstände (oder auch Personen) scheinen zu schweben, erscheinen oder verschwinden urplötzlich.
So stellt das Schwarzlichttheater in seiner Reinstform eine Art des pantomimischen Theaters dar. Die Schauspieler sprechen keinen Text, sondern übermitteln Handlung und Emotionen allein durch Körpersprache, Gestik und Mimik. Eine ausgeprägte Mimik ist allerdings im Schwarzlichttheater schwer zu erreichen, da neonfarbene Schminke nicht besonders farbintensiv strahlt oder da auch oft mit Masken gearbeitet wird, die im Schwarzlicht leuchten aber die Mimik verdecken.
Eine erweiterte Form des Schwarzlichttheaters stellt das Schwarze Theater dar, bei dem zu den schwarz gekleideten Spielern in sogenannten Lichtgassen „normale“, d. h. sichtbare, Schauspieler auftreten.
Unter dem Begriff "Schwarzlichtshows" sind inzwischen auch mobile Darbietungen mit der Technik des Schwarzen Theaters bekannt. Die Darbietungen sind nicht an ein fixes Theater gebunden, sondern können unter bestimmten technischen Voraussetzungen bei Veranstaltungen realisiert werden. In einer Show von einer Zeitdauer zwischen 8 und 15 min wird eine kurze Geschichte visualisiert. 
Ein Vertreter des zeitgenössischen Schwarzlichttheaters ist das Černé Divadlo ("Schwarzes Theater") – Hoidekr Interactive Light Theatre (HILT) von Theodor Hoidekr in Prag.
In Deutschland ist Schwarzlichttheater vor allem durch das 1967/68 in Prag gegründete Velvets Theater mit heutigem Sitz in Wiesbaden vertreten und zudem fester Bestandteil der jährlichen Deutschland-Tournee der Traumfabrik (Showtheater), deren Gründer Rainer Pawelke ein Lehrbuch zum Schwarzlichttheater veröffentlicht hat.

## Rahmenbedingungen
Schwarzlichttheater ist im Wesentlichen „nur zweidimensional“, das heißt flächige Objekte und Gegenstände müssen immer möglichst parallel zum Bühnenrand bewegt werden. Auch dürfen schwarz gekleidete Spieler sich nicht vor in Erscheinung tretenden Personen oder Gegenständen bewegen, da sie sonst vor dem weißen oder neonfarbenen Hintergrund sichtbar werden und hierdurch die gewünschte Illusion zerstören. Ein recht schwaches Abblendlicht, das vom Bühnenrand her auf die Zuschauer strahlt, ist überdies wichtig, damit die Zuschauer nicht zu viel Restlicht auf der Bühne und so keine Gestaltumrisse wahrnehmen können, was der Illusion abträglich wäre.

## Potenzial als Freizeitaktivität
Da Spieler in schwarz nicht sichtbar sind bzw. als Personen nicht erkennbar sind, eignet sich Schwarzlichttheater auch hervorragend als Freizeitaktivität für Menschen, die mit Beeinträchtigungen leben oder schüchtern sind, aber dennoch auf der Bühne agieren möchten. Im Rahmen der Inklusion können so beispielsweise die Grenzen von Behinderung und Nichtbehinderung verschwimmen, wenn der Zuschauer zwischen beiden nicht mehr unterscheiden kann.